# Asura
|  | No s'ha de confondre amb aixura. |

Asura és un gènere de lepidòpters ditrisis de la família Erebidae, subfamília Arctiinae.

## Taxonomia
- A. acteola Swinhoe
- A. aegrota
- A. agraphia
- A. albidorsalis Wileman
- A. albigrisea
- A. alikangiae Strand
- A. amabilis
- A. anaemica
- A. analogus
- A. andamana
- A. anila
- A. anomala
- A. antemedialis
- A. arcuata (Moore, 1882)
- A. arenaria
- A. aroa
- A. asaphes
- A. assamica
- A. asuroides
- A. atricraspeda Hampson, 1914
- A. atrifusa
- A. atritermina
- A. aurantiaca
- A. aureata
- A. aureorosea
- A. aurora
- A. avernalis
- A. basitessellata
- A. bella
- A. biagi
- A. bipars
- A. bipartita
- A. biplagiata
- A. birivula
- A. biseriata
- A. bizonoides
- A. bougainvillei
- A. bougainvillicola
- A. brunneofasciata
- A. butleri
- A. calamaria
- A. callinoma
- A. camerunensis
- A. cancellata (Pagenstecher, 1900)
- A. carnea
- A. catameces
- A. celidopa
- A. celipodoa
- A. cervicalis
- A. chromatica
- A. chrysomela
- A. chypsilon
- A. circumdata
- A. citrinopuncta
- A. citronopuncta
- A. clara
- A. clavula
- A. coccineoflammea
- A. coccineoflammens
- A. coccinocosma
- A. compsodes
- A. conferta
- A. confina
- A. conflua
- A. confluens
- A. congerens
- A. congoensis Kühne, 2007
- A. conjunctana
- A. connexa (Wileman, 1910)
- A. craigi
- A. creatina
- A. crenulata
- A. crocopepla
- A. crocoptera
- A. crocota
- A. cruciata
- A. crustata
- A. cuneifera
- A. cuneigera
- A. curvifascia
- A. cyclota
- A. cylletona
- A. dampierensis
- A. dasara
- A. decisigna
- A. decurrens
- A. dentifera
- A. dentiferoides
- A. depuncta
- A. dharma
- A. diffusa
- A. diluta
- A. dinawa
- A. dirhabdus
- A. discisigna
- A. discistriga
- A. discocellularis
- A. discoidalis
- A. disticha
- A. distyi Kühne, 2007
- A. dividata
- A. doa Kühne, 2007
- A. duplicata
- A. eala Kühne, 2007
- A. ecmelaena
- A. effulgens (Pagenstecher, 1900)
- A. eichhorni
- A. elegans
- A. eos
- A. erythrias
- A. eschara
- A. esmia
- A. euprepioides
- A. evora
- A. excurrens
- A. fasciolata
- A. feminina
- A. flagrans
- A. flavagraphia
- A. flaveola
- A. flavescens
- A. flavida
- A. flavivenosa
- A. floccosa
- A. floridensis
- A. formosicola
- A. friederikeae Kühne, 2007
- A. frigida
- A. fruhstorferi
- A. fulguritis
- A. fulvia
- A. fulvimarginata
- A. furcata
- A. fusca
- A. fuscalis
- A. fuscifera
- A. fuscifusa
- A. gabunica
- A. gaudens
- A. geminata (Pagenstecher, 1900)
- A. geodetis
- A. gigantea Kühne, 2007
- A. griseata
- A. griseotincta
- A. grisescens
- A. guntheri
- A. habrotis
- A. haemachroa
- A. hemixantha
- A. hermanni Kühne, 2007
- A. hieroglyphica
- A. hilara
- A. hilaris
- A. homogena
- A. hopkinsi
- A. horishanella
- A. humilis
- A. hyporhoda
- A. ichorina
- A. ila
- A. inclusa
- A. incompleta
- A. inconspicua
- A. indecisa
- A. infumata
- A. inornata
- A. insularis
- A. intensa
- A. intermedia
- A. interserta
- A. intrita
- A. irregularis
- A. isabelina
- A. javanica
- A. kangrana
- A. ktimuna
- A. lacteoflava
- A. latimargo
- A. likiangensis
- A. limbata
- A. liparidia
- A. lutara
- A. lutarella
- A. lutea
- A. luzonica
- A. lydia Donovan, 1805
- A. magica
- A. manusi
- A. marginata
- A. marginatana
- A. mediastina
- A. mediofascia
- A. mediopuncta
- A. megala
- A. melanoleuca
- A. melanopyga
- A. melanoxantha
- A. melitaula
- A. metahyala
- A. metamelas
- A. metascota
- A. mienshanica
- A. miltochristaemorpha
- A. miltochristina
- A. mimetica
- A. modesta
- A. moluccensis
- A. monospila
- A. mutabilis Kühne, 2007
- A. mylea
- A. natalensis
- A. neavi
- A. nebulosa
- A. nigriciliata
- A. nigripuncta
- A. nigrivena
- A. nubifascia
- A. nubilalis
- A. numida
- A. obliqua
- A. obliquata
- A. obliquilinea
- A. obliterans
- A. obliterata
- A. obscurodiscalis
- A. obsolescens
- A. obsoleta
- A. ocellata
- A. ochracea
- A. ochreomaculata
- A. ochrostraminea
- A. ocnerioides
- A. octiger
- A. orsova
- A. owgarra
- A. pallida
- A. parallelina
- A. parallina
- A. pectinata
- A. pectinella Strand, 1922
- A. peloa
- A. percurrens
- A. perihaemia
- A. peripherica
- A. perpusilla
- A. phaeobasis
- A. phaeoplagia
- A. phaeosticta
- A. phantasma Hampson, 1907
- A. phryctopa
- A. phryctops
- A. pinkurata Kühne, 2007
- A. placens
- A. platyrhabda
- A. polyspila
- A. porphyrea
- A. postbicolor
- A. postfasciatus
- A. postfusca
- A. postica
- A. pseudaurora
- A. pseudojosiodes
- A. pudibonda
- A. punctata
- A. punctifascia
- A. punctilinea
- A. punctilineata
- A. pyraula
- A. pyrauloides
- A. pyropa
- A. pyrostrota
- A. quadrifasciata
- A. quadrilineata
- A. reducta
- A. reticulata
- A. reversa
- A. rhabdota
- A. rhodina
- A. rivulosa
- A. rosacea
- A. rosea
- A. roseogrisea
- A. rubricans
- A. rubricosa
- A. rubrimargo
- A. ruenca
- A. rufostria
- A. rufotincta
- A. ruptifascia
- A. russula Kiriakoff, 1963
- A. sagenaria Wallengren, 1860
- A. sagittaria
- A. samboanganus
- A. scripta
- A. semicirculata
- A. semifascia
- A. semivitrea
- A. senara
- A. septemmaculata
- A. serratilinea
- A. sexpuncta
- A. sexualis
- A. signata
- A. simillima
- A. simplicifascia
- A. simplifascia
- A. simulans
- A. sinica
- A. snelleni
- A. solita
- A. spinata Kühne, 2007
- A. spurrelli
- A. straminea
- A. striata Wileman
- A. strigata
- A. strigatula
- A. strigipennis (Herrich-Schaffer, 1914)
- A. strigulata
- A. suavis
- A. subcervina
- A. subcruciata
- A. subfulvia
- A. submarmorata
- A. suffusa
- A. sullia
- A. synestramena
- A. szetschwanica
- A. tabida
- A. temperata
- A. terminata
- A. tessellata
- A. thomensis
- A. tibada
- A. toxodes Hampson, 1907
- A. triangularis
- A. tricolor (Wileman, 1910)
- A. trifasciata
- A. tripuncta
- A. trizonata
- A. truncata
- A. umbrifera
- A. umbrosa
- A. undulata
- A. undulosa
- A. unicolora
- A. unifascia
- A. uniformeola Hampson
- A. uniformis
- A. unilinea
- A. unipuncta
- A. variabilis
- A. varians
- A. versicolor Kühne, 2007
- A. violacea
- A. vivida
- A. wandammenensae
- A. wandammensis
- A. xantha
- A. xantherythra
- A. xanthophaea
- A. zebrina